# Tombe
Pour le poisson, voir Chelidonichthys lucerna.
Pour le village du Cameroun, voir Tombe (Toko).

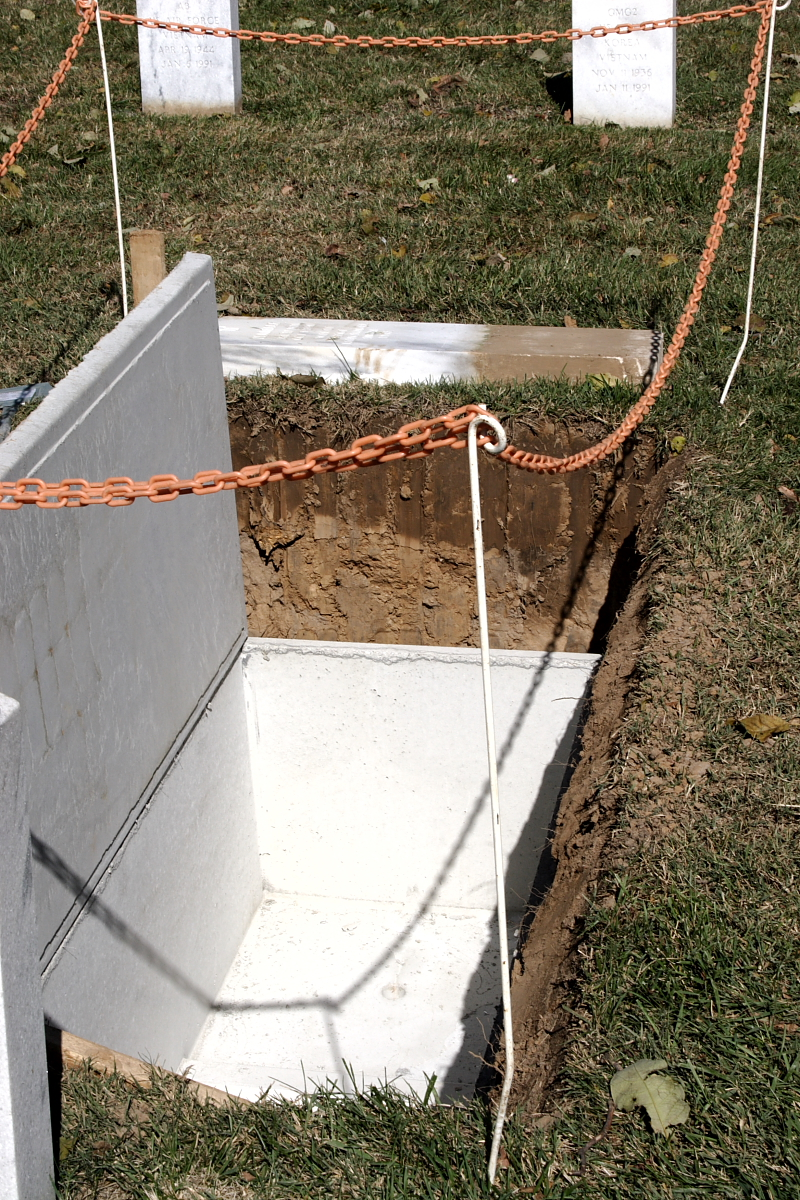
Une tombe avec caveau attendant son cercueil.

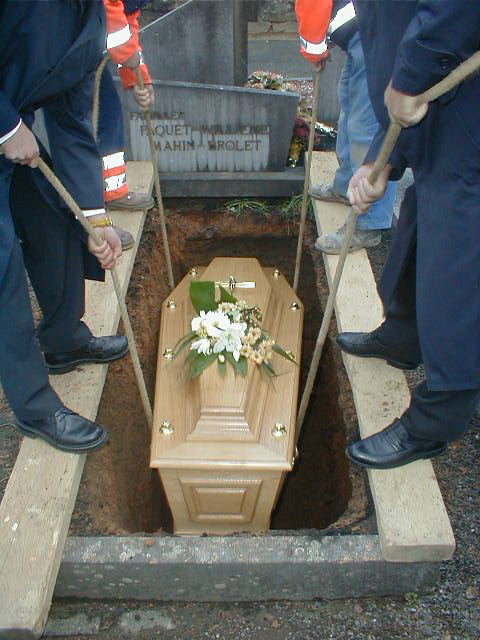
Descente du cercueil dans une tombe en pleine terre.

Une tombe est le lieu où sont déposés un corps ou les restes d'un corps mort (humain ou animal). Ce lieu est ensuite comblé ou recouvert. Cet acte, appelé inhumation, est intentionnel au sens anthropologique et s'accompagne généralement d'un rituel.

## Sémantique
Le mot tombe vient du grec ancien τύμβος / týmbos, « le tertre, la butte de terre » qui est le résultat d'un acte funéraire, à savoir le creusement d'une fosse d'ensevelissement.
« Tombe » et « sépulture » (du latin sepulcrum, le sépulcre, sepelio, ensevelir) sont a priori synonymes car si la sépulture désigne bien le rituel funéraire accompagnant l'inhumation, elle signifie aussi, par métonymie, le lieu d'inhumation lui-même (fosse, tombe à inhumation, mausolée).

## Archéologie et typologie
L'archéologie distingue deux sortes de tombes : individuelle ou collective (sépultures multiples — plusieurs sujets déposés en une seule fois — et sépultures collectives — sujets déposés en plusieurs fois — mais les dépôts ne sont pas contemporains, c'est-à-dire qu'ils sont ou séparés par un temps excédant le déclenchement des processus de décomposition), et il faut qu'il subsiste suffisamment d'indices (ossements, mobilier funéraire, structure constituée à l'occasion du rite funéraire) sur ces dépôts pour que l'archéologue y décèle un geste funéraire.
La tombe, lieu consacré et spécifique, consiste généralement en une fosse ou un caveau sans que nécessairement n'apparaissent par-dessus de signes mémoriels (le sema des anciens grecs : la « marque du souvenir »). Si la tombe est anonyme en surface, elle peut être signifiante en son contenu et contenant : l'archéologie funéraire (ou la paléopathologie) travaille ici à signifier ce qui est enseveli. Le fait de recouvrir d'une dalle (ou d'une pierre tombale), sur laquelle peuvent être inscrits des signes rappelant l'identité du mort ainsi que ses actes, caractérise des pratiques funéraires relativement récentes au regard de l'histoire de l’humanité : prénom et nom, date de naissance et de mort, parfois une épitaphe, un tombeau, un monument funéraire pour commémorer le souvenir d'un ou de plusieurs morts, etc.
Les tombes sont le plus souvent regroupées dans des espaces dédiés : champs funéraires préhistoriques, nécropoles antiques, puis cimetières, qui se distinguent généralement de l'espace urbain lié à l'habitat et qui peuvent être structurés en trois espaces, à savoir l'espace sépulcral, l'espace religieux sacré et l'espace cérémoniel public.
Les tombes peuvent aussi se trouver dans des cryptes privées, des églises, etc.

## Histoire

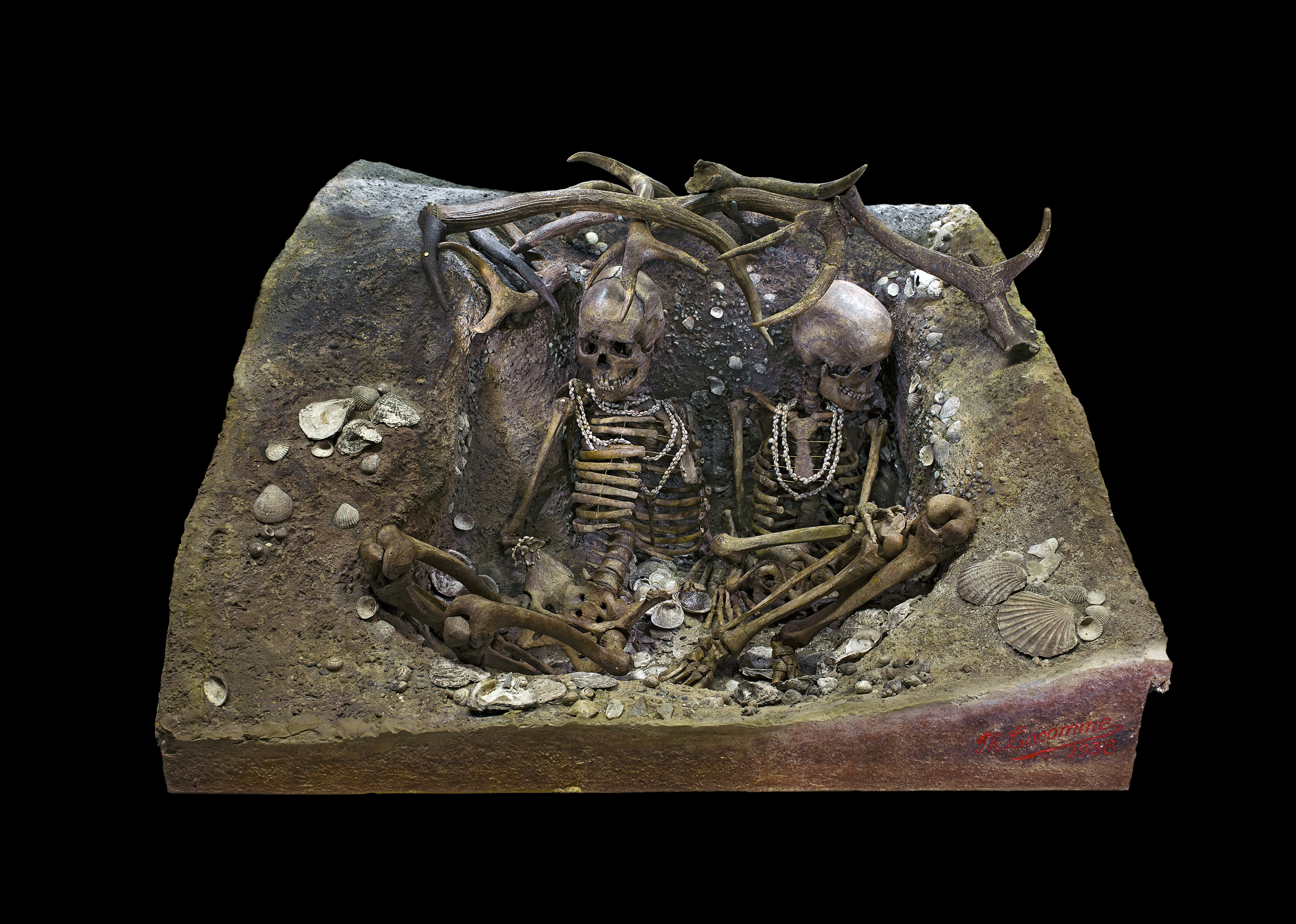
La sépulture de Téviec.

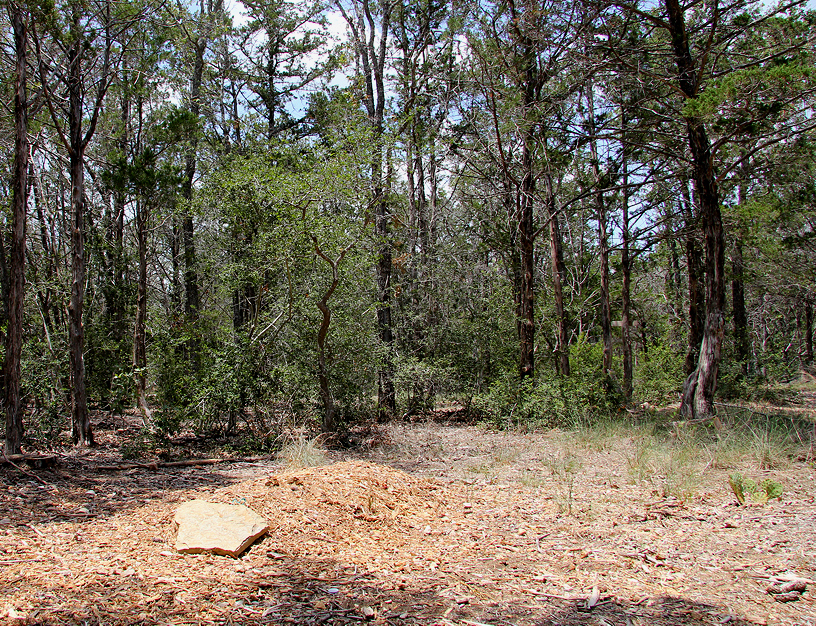
Une tombe naturelle dans l’Eloise Woods Community Natural Burial Park.

Les plus anciennes tombes isolées remontent au paléolithique moyen, des tombes à même le sol d'habitat ou des fosses sépulcrales ayant été trouvées au Proche-Orient et datent d'environ 100 000 ans. Ces tombes moustériennes sont liées à l'Homme de Néandertal en Europe et aux premiers Homo sapiens au Proche-Orient (grottes de Qafzeh, d'Es Skhul), elles se localisent principalement dans des grottes et abris sous-roche. Des vestiges osseux animaux considérés comme des offrandes sont parfois associés aux individus ensevelis (l'interprétation de la « tombe aux fleurs » de Shanidar reste encore controversée).
Au Paléolithique supérieur apparaissent des preuves indiscutables de sépultures multiples (au Magdalénien et Gravettien, les études d'archéothanatologie montrent des manipulations de corps qui sont souvent démantibulés et parfois placés dans des tombes collectives) et d'inhumations à l'extérieur des grottes, accompagnées d'un rituel funéraire structuré (position repliée, le corps saupoudré d'ocre et couché sur le côté, associé à des parures en coquillages, en dents d'animaux).
La première sépulture à être identifiée comme un défunt enterré en France est celle de l'homme de Chancelade découverte en 1888. La plus ancienne sépulture découverte en France est le squelette La Chapelle-aux-Saints 1 mis au jour en 1908 ; il s'agit d'un néandertalien datant d'environ 60 000 ans.
Au Mésolithique, alors que persistent des tombes individuelles (de type ciste), la formation progressive des nécropoles où les morts sont séparés des lieux de culte et des habitats (les premiers mégalithes faisant office de ces « villages au morts ») va de pair avec la multiplication des tombes collectives, tandis qu'en Europe méditerranéenne, les morts sont enterrés sous la maison.
Le Néolithique se caractérise par une grande diversité des pratiques funéraires avec des tombes individuelles ou plurielles, plates ou sous tumulus, en pleine terre ou dans des cercueils en planches assemblées, dans des nécropoles, des champs funéraires ou sous des habitats, les corps pouvant être inhumés, incinérés, démantibulés, jetés dans des fosses désaffectées ou détournées de leur usage initial de stockage (tombes à silos, puits). Le rituel funéraire de l'inhumation quant à lui se stéréotype : corps couché sur le dos, jambes allongées. Parallèlement se développe dans tout l'espace néolithique un « culte des crânes » des ancêtres installés dans les habitations ou dans des « maisons des morts ». Le mobilier funéraire qui révèle les distinctions sexuelles et le statut social comprend surtout de la céramique et de l'outillage lithique.
Dans les tombeaux de l'Antiquité, les tombes familiales sont regroupées dans des excavations ou des édifices et les divers objets accompagnant le défunt dans son voyage vers l'au-delà, tels que des bijoux, de la nourriture, constituent pour les archéologues, une source d'information riche sur la vie, la culture et les croyances du passé, avec comme exemple notable le mobilier funéraire et les fresques des tombes étrusques datant de l'Italie pré-romaine. Le sarcophage semble avoir désigné à cette époque tous les réceptacles funéraires. L'antiquité gréco-romaine voit le développement des stèles funéraires.
La christianisation de l'Europe barbare privilégie les tombes dans des cimetières près des églises dans lesquelles les morts sont inhumés et non plus incinérés, les plus riches pouvant s'offrir des tombes dans les lieux de culte (églises, chapelles, monastères) : cette inhumation ad sanctos (« près des Saints ») qui va à l'encontre de la doctrine officielle exprimées dans le traité De cura pro mortuis gerenda écrit vers 421 par saint Augustin, permet de bénéficier de leur virtus.
L'inhumation au Moyen Âge se réalise essentiellement sur une bière (du francisque bëra, « civière » transportant le mort jusqu'à sa tombe), à même le sol, du Ve siècle au VIIIe siècle avant d'être progressivement remplacée par le cercueil en bois pour les personnes aisées, les sarcophages étant destinés à cette époque aux personnages au statut social élevé.
À partir du XIVe siècle, la peur de la décomposition des chairs et de la disparition des corps voit la réémergence du cercueil qui se répand dans toutes les couches de la société ou du sarcophage en plomb qui permettent tous deux une meilleure conservation du corps.
Les tombes sont aujourd'hui principalement situées dans des cimetières.
Les années 1990 voient l'apparition de l'enterrement naturel qui fournit une alternative écologique aux enterrements traditionnels en inhumant le corps à même le sol ou dans un cercueil en pin, bambou, osier, etc. L'éco-cimetière abrite des tombes non plus marquées par une stèle mais par un arbre, une plante.

## Nécropoles royales
Les tombes des souverains français sont situées, pour la plupart, dans la nécropole royale de la basilique de Saint-Denis.
La partition du corps (dilaceratio corporis, « division du corps » en cœur, entrailles et ossements) avec des sépultures multiples devient à partir du XIIIe siècle un privilège de la dynastie capétienne dans le royaume de France (majoritairement les rois, parfois les reines ou les proches, et ce malgré l'interdiction par une décrétale en 1299 du pape Boniface VIII qui voit cette pratique se répandre chez certains membres de la Curie romaine), ce qui permet la multiplication des lieux de commémoration (sépultures multiples avec un tombeau de corps, un tombeau de cœur et un tombeau d'entraille, comme les gisants royaux à entrailles de l'abbaye de Maubuisson).

## Galerie

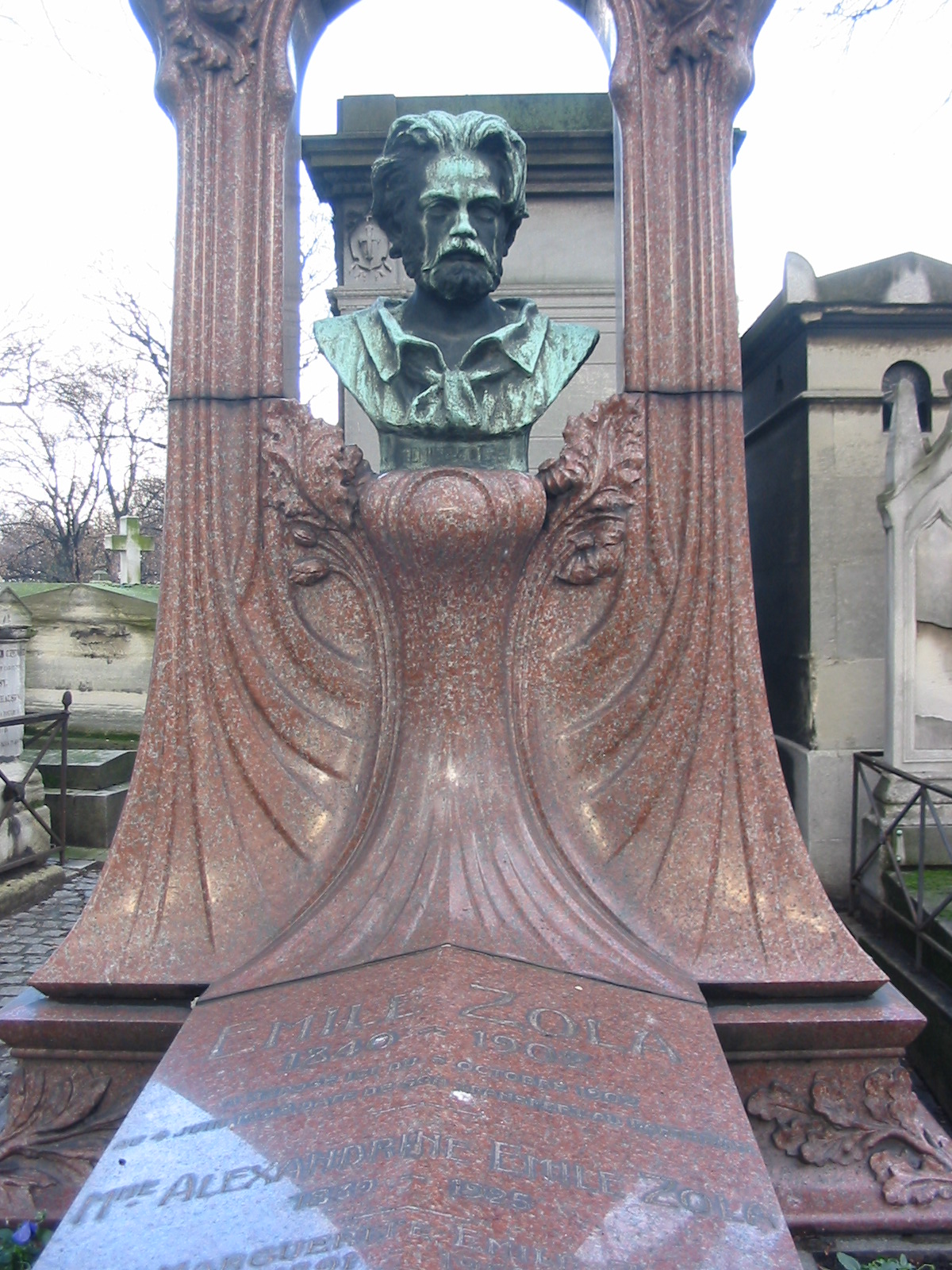
Tombe d'Émile Zola.
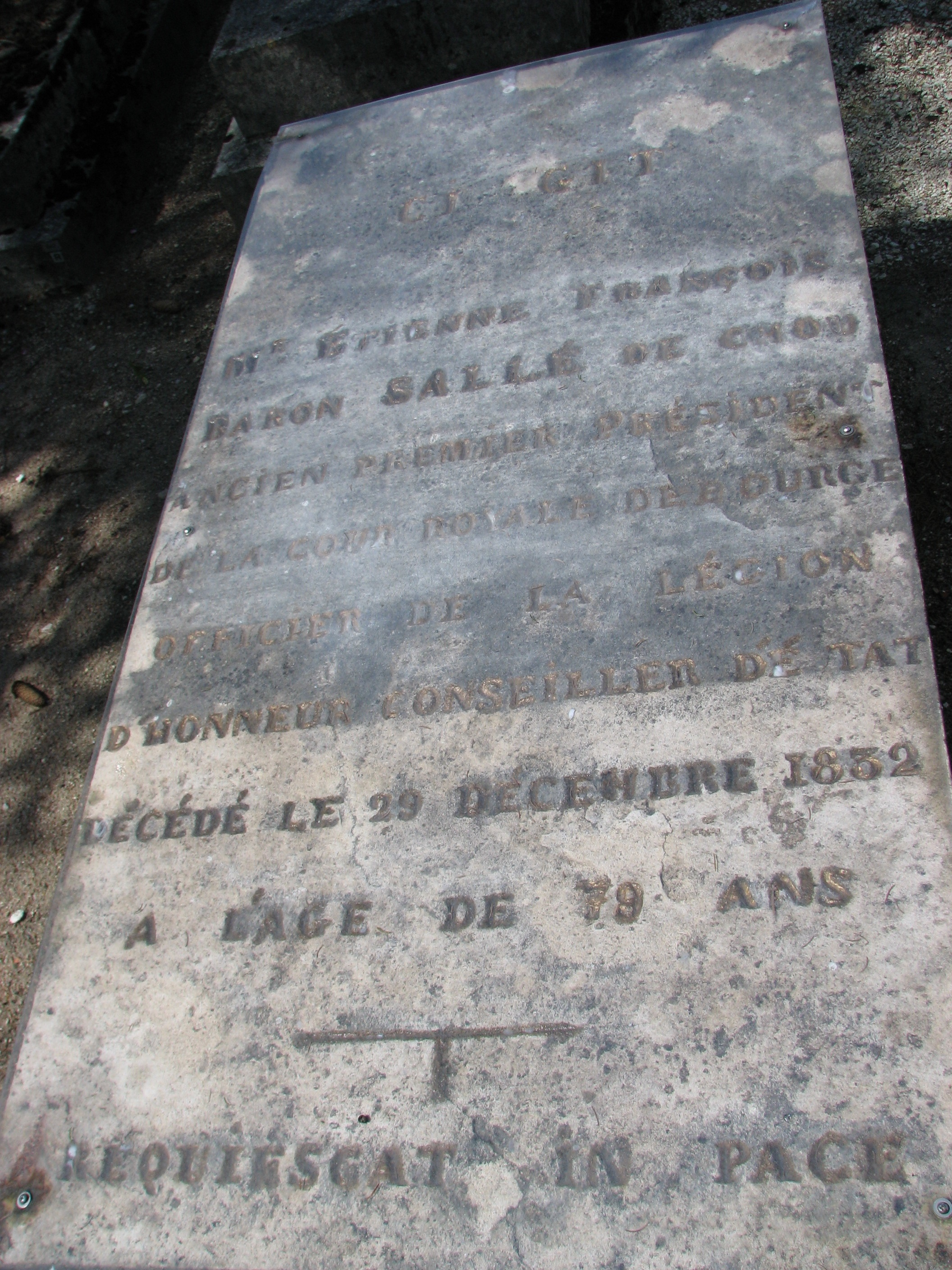
Tombe d'Étienne François Sallé de Chou.
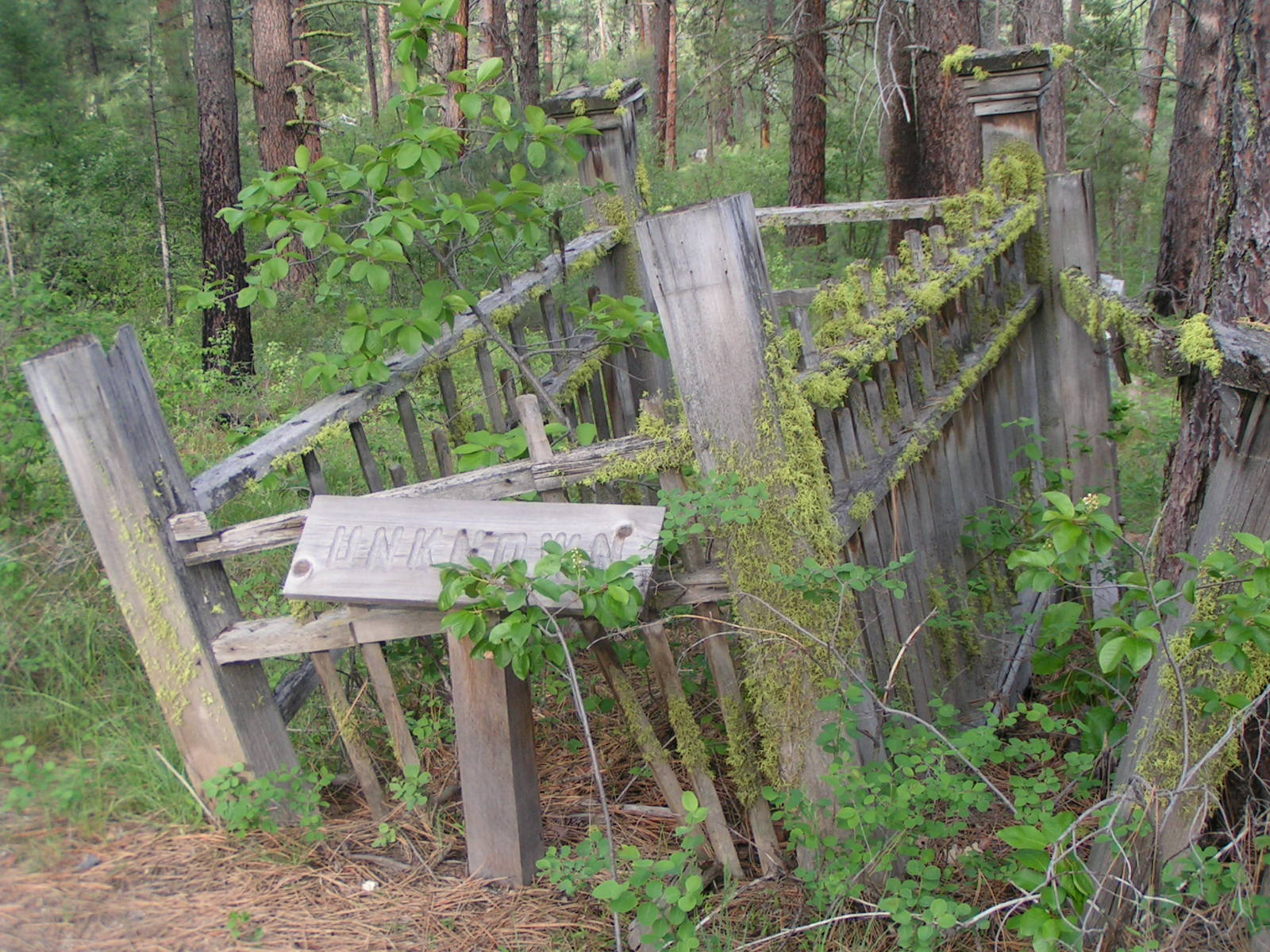
La tombe d'un inconnu dans l'Idaho.
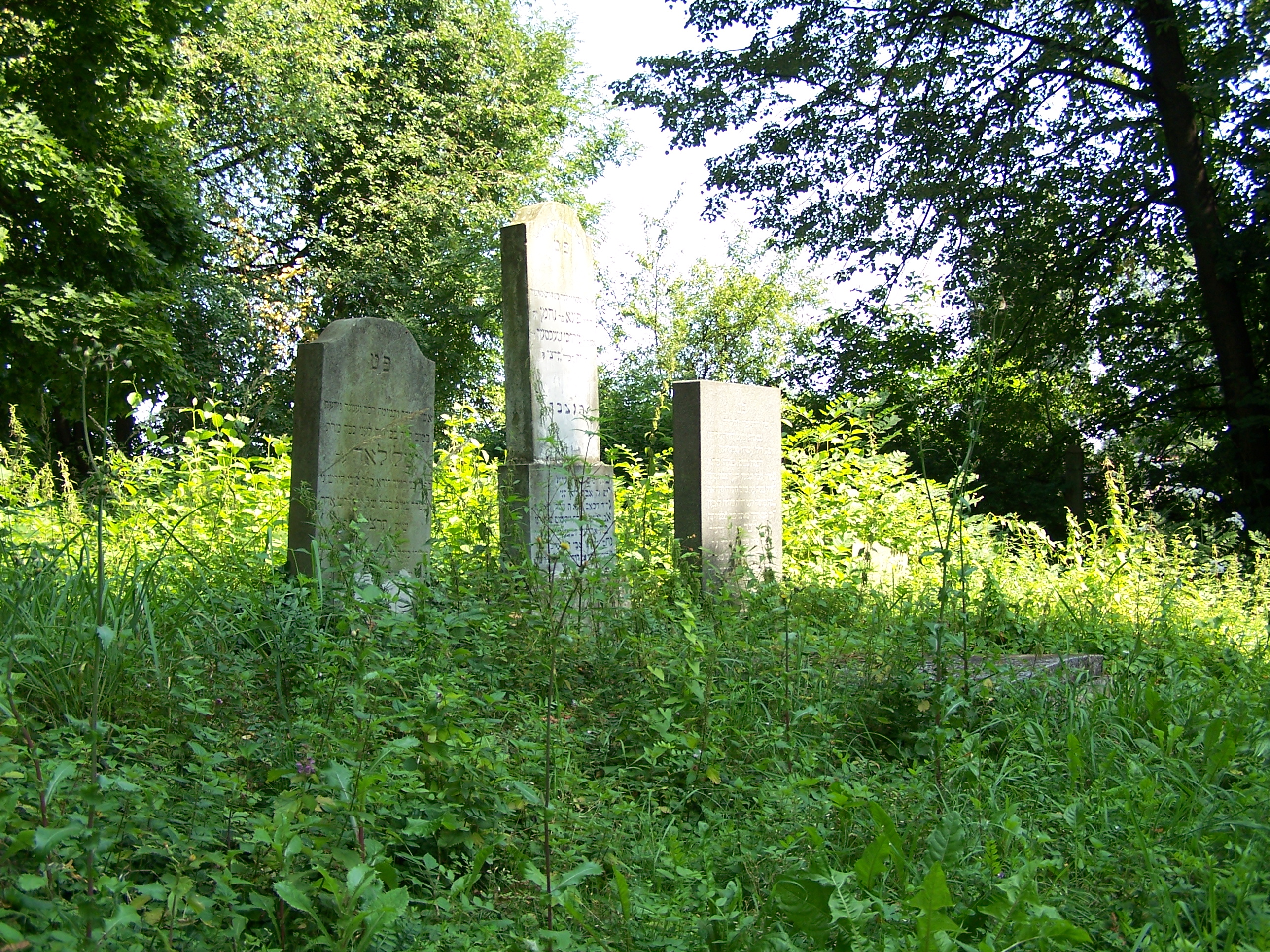
Tombes d'un cimetière juif abandonné en République tchèque.
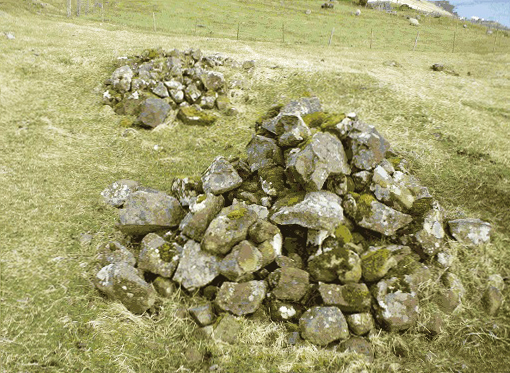
Tombe d'un chef viking dans les îles Féroé.
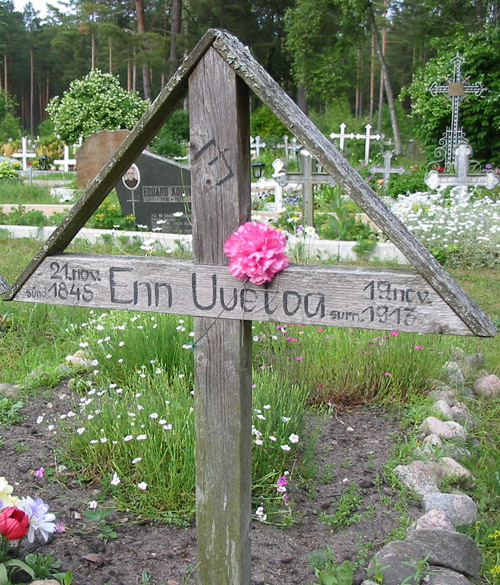
Tombe d'un marin en Estonie surmontée d'une croix en bois.
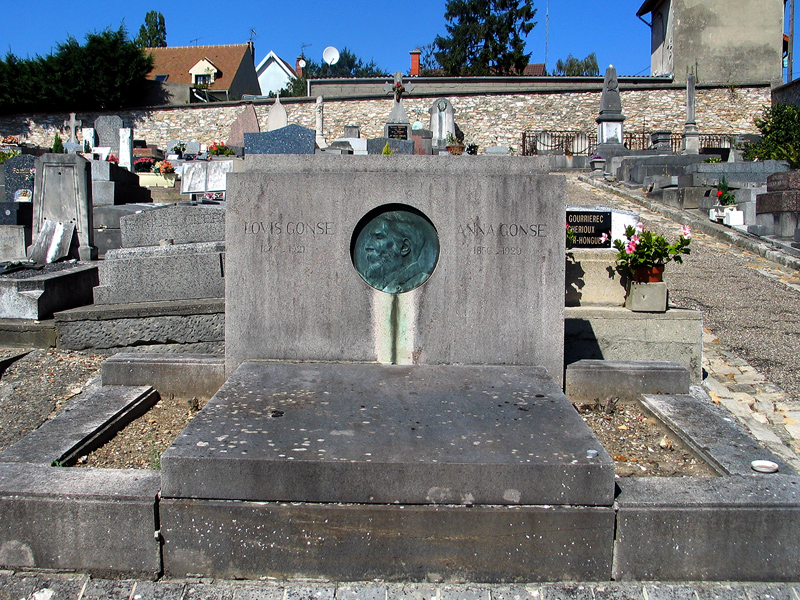
La tombe de Louis et Anna Gonse, dans l'ancien cimetière de Cormeilles-en-Parisis.
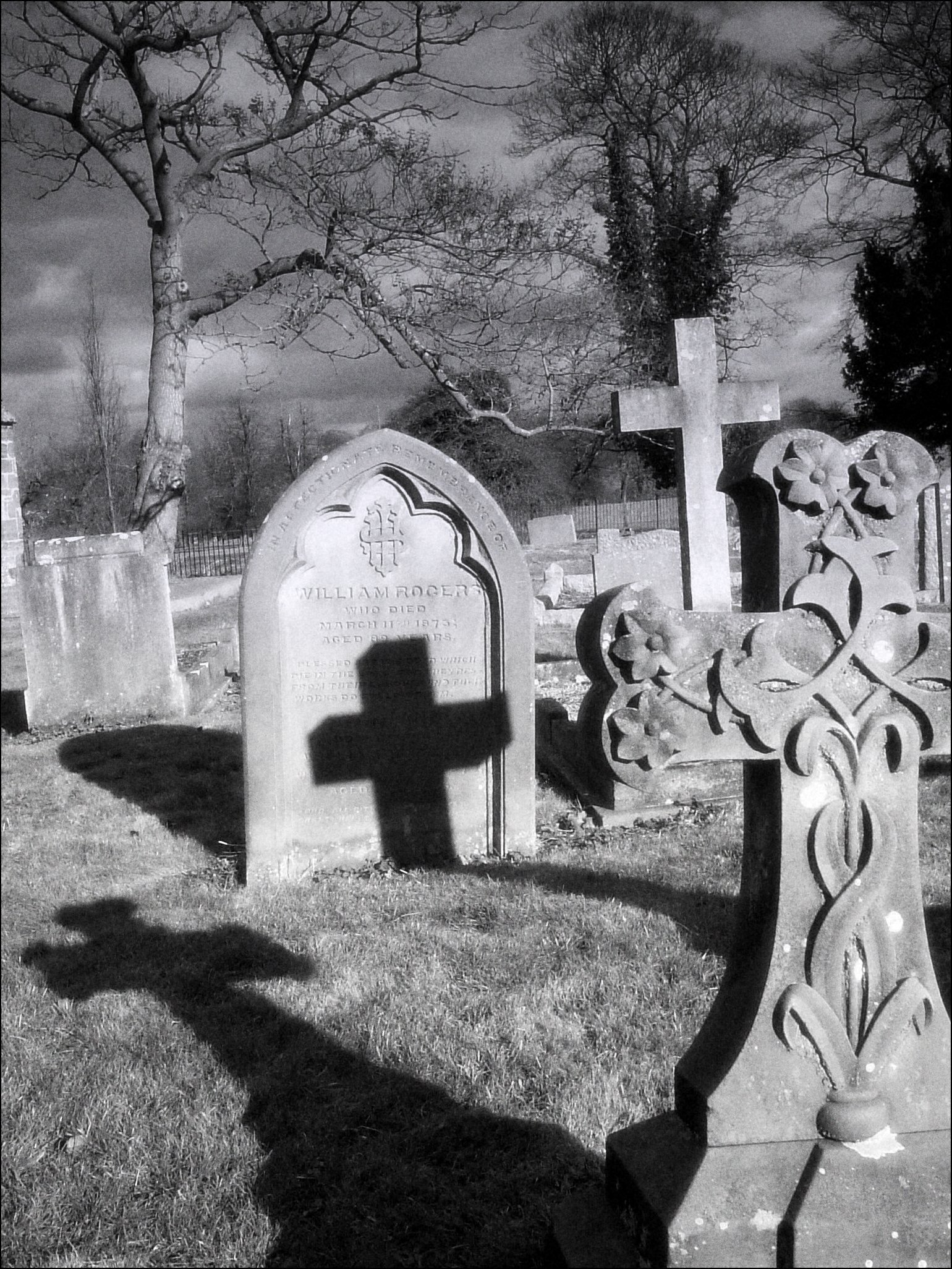
Tombes dans le cimetière du château Ashby à Northamptonshire, Angleterre.
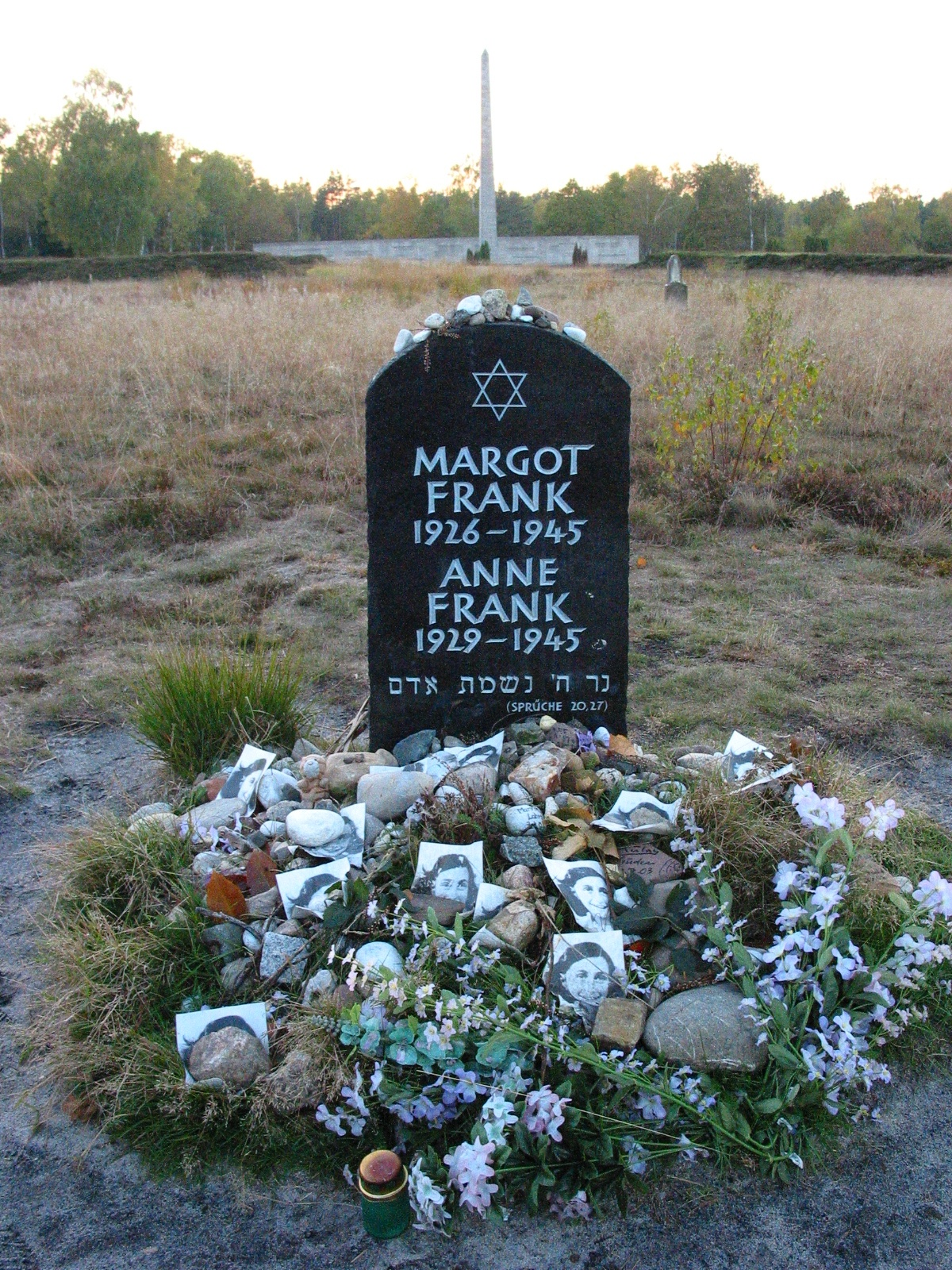
Mémorial Anne Frank à Bergen-Belsen, Allemagne.
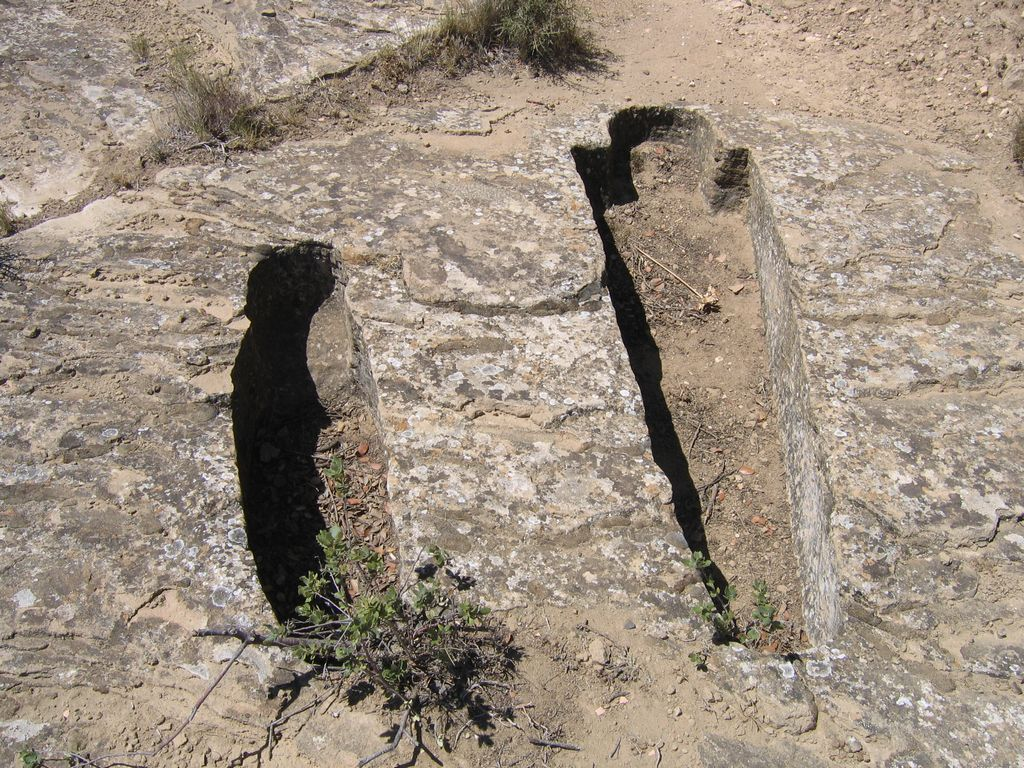
Tombes anthropomorphes, Espagne.
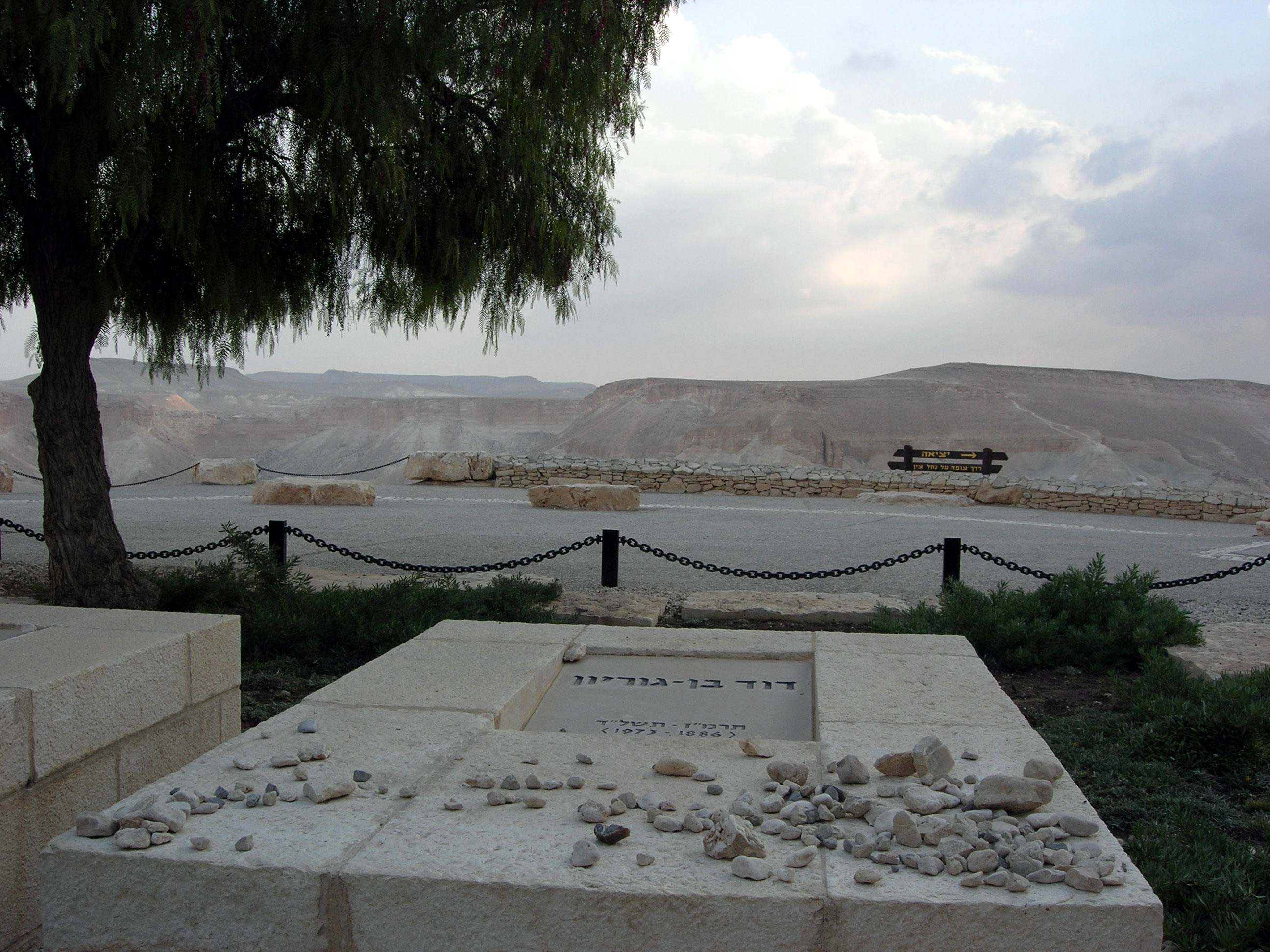
Tombe de David Ben Gourion dans le kibboutz de Sde Boker, dans le Néguev.
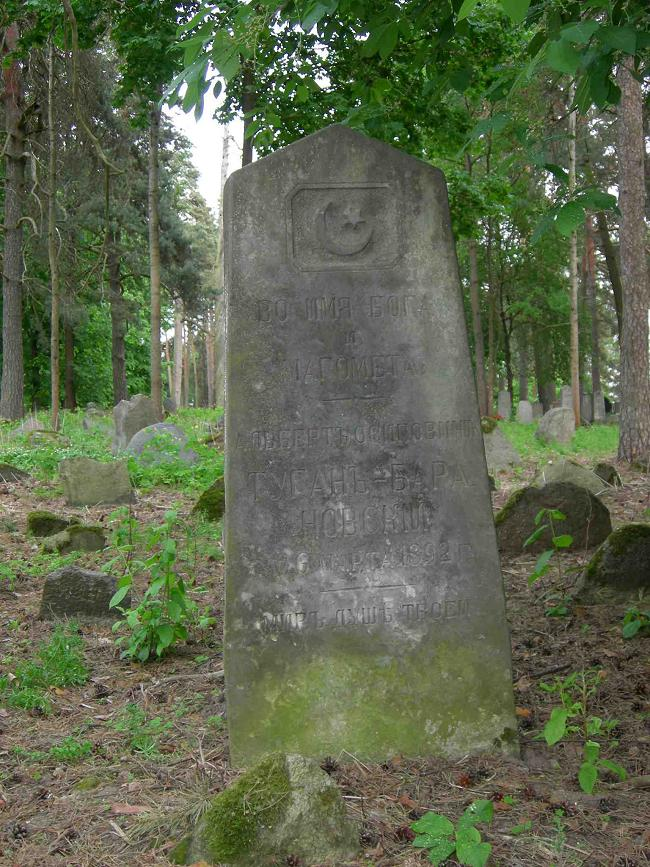
Tombe musulmane Tatar à Kruszyniany, Pologne.
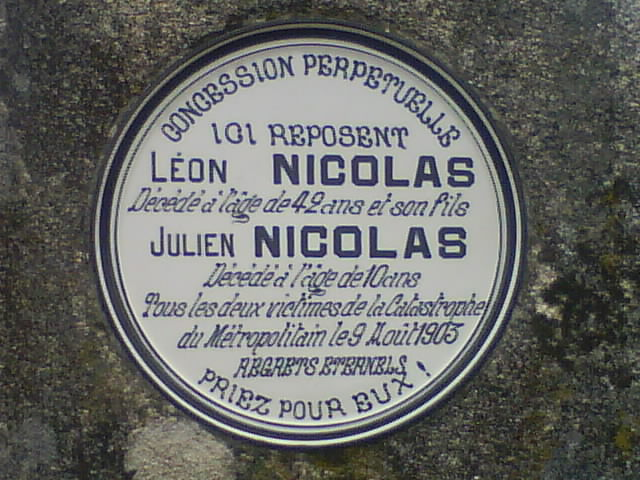
Plaque tombale de deux victimes de la catastrophe de la station Couronnes, cimetière de Châlus, Haute-Vienne, France.
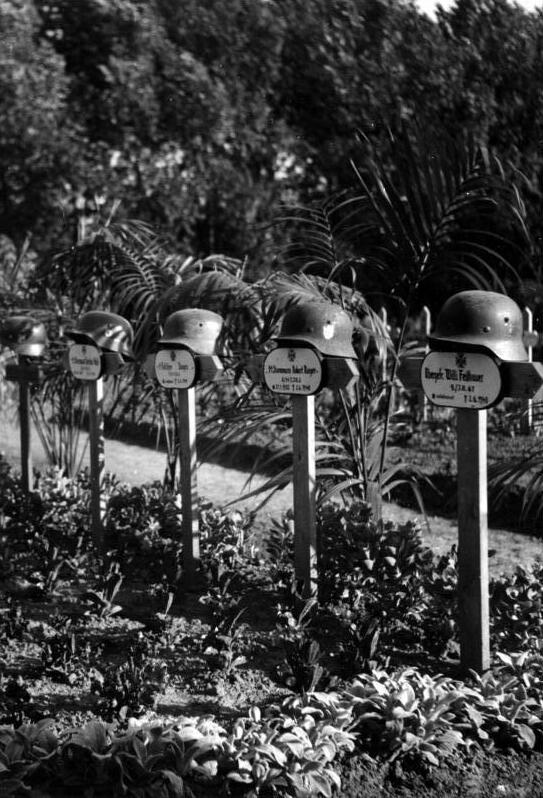
Tombes de soldats allemands de la Seconde Guerre mondiale, France.
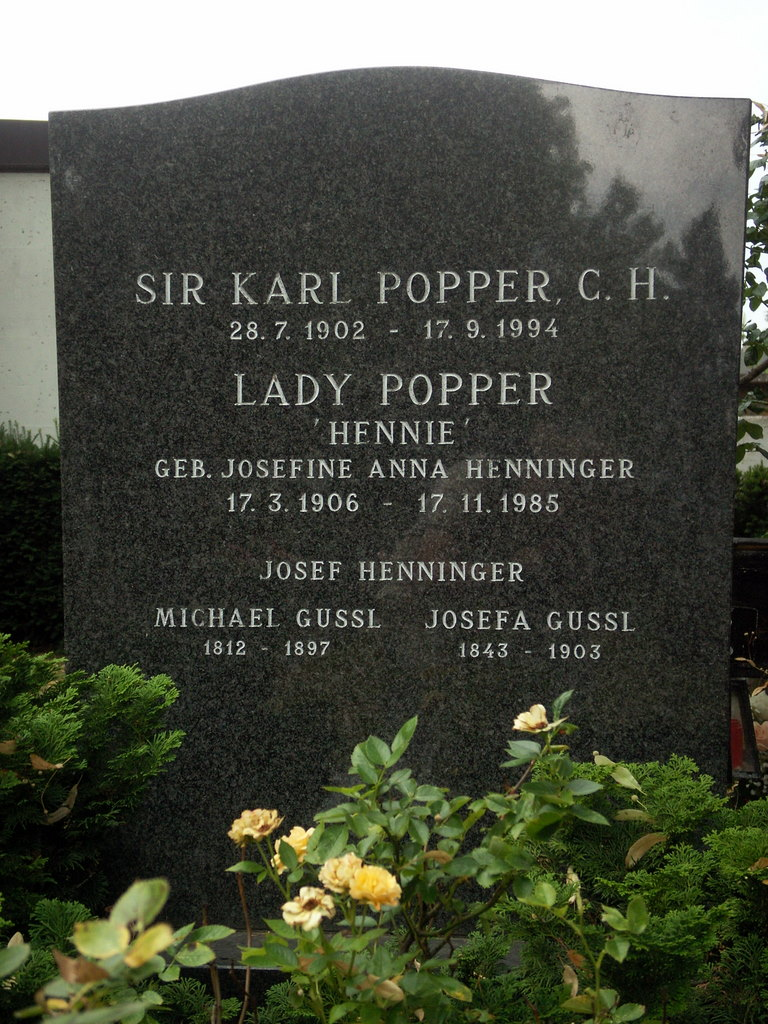
Tombe de Karl Popper à Vienne, Autriche.
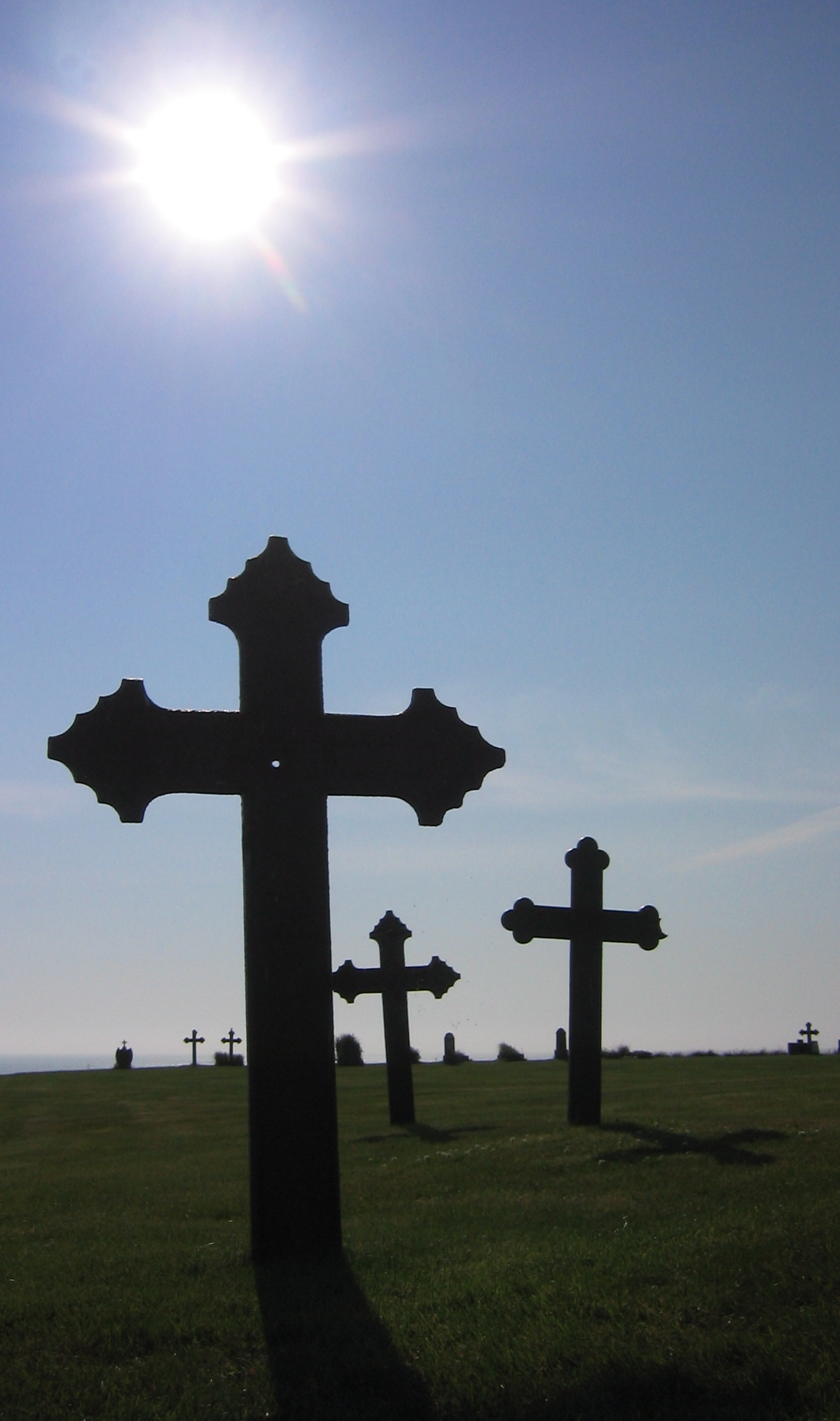
Tombes catholiques, Norvège.
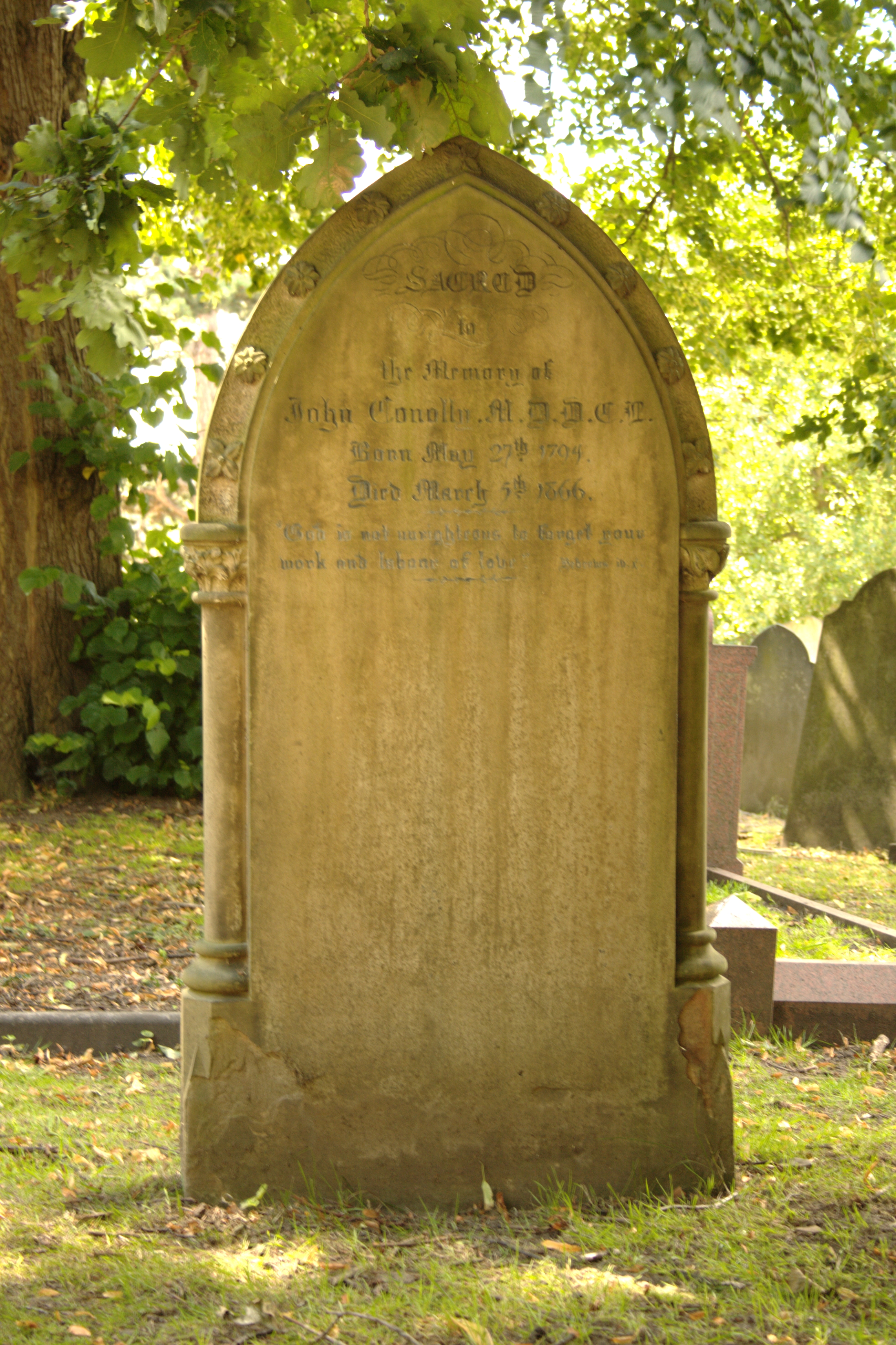
Tombe du docteur John Conolly (27 mai 1794 - 5 mars, 1866), Kensington Cimetière, Londres.
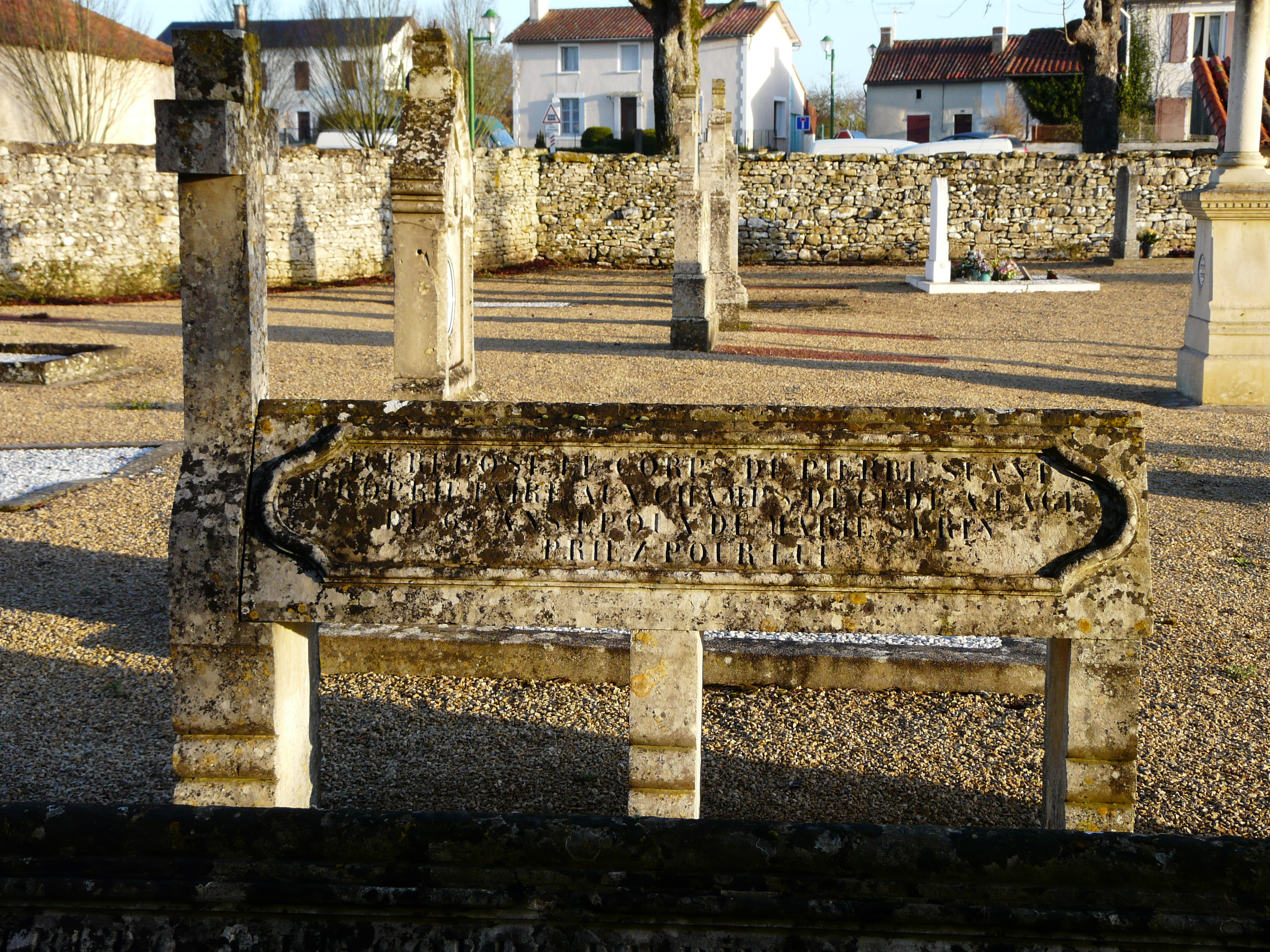
Tombe à chevalets à Saint-Pierre-d'Exideuil.
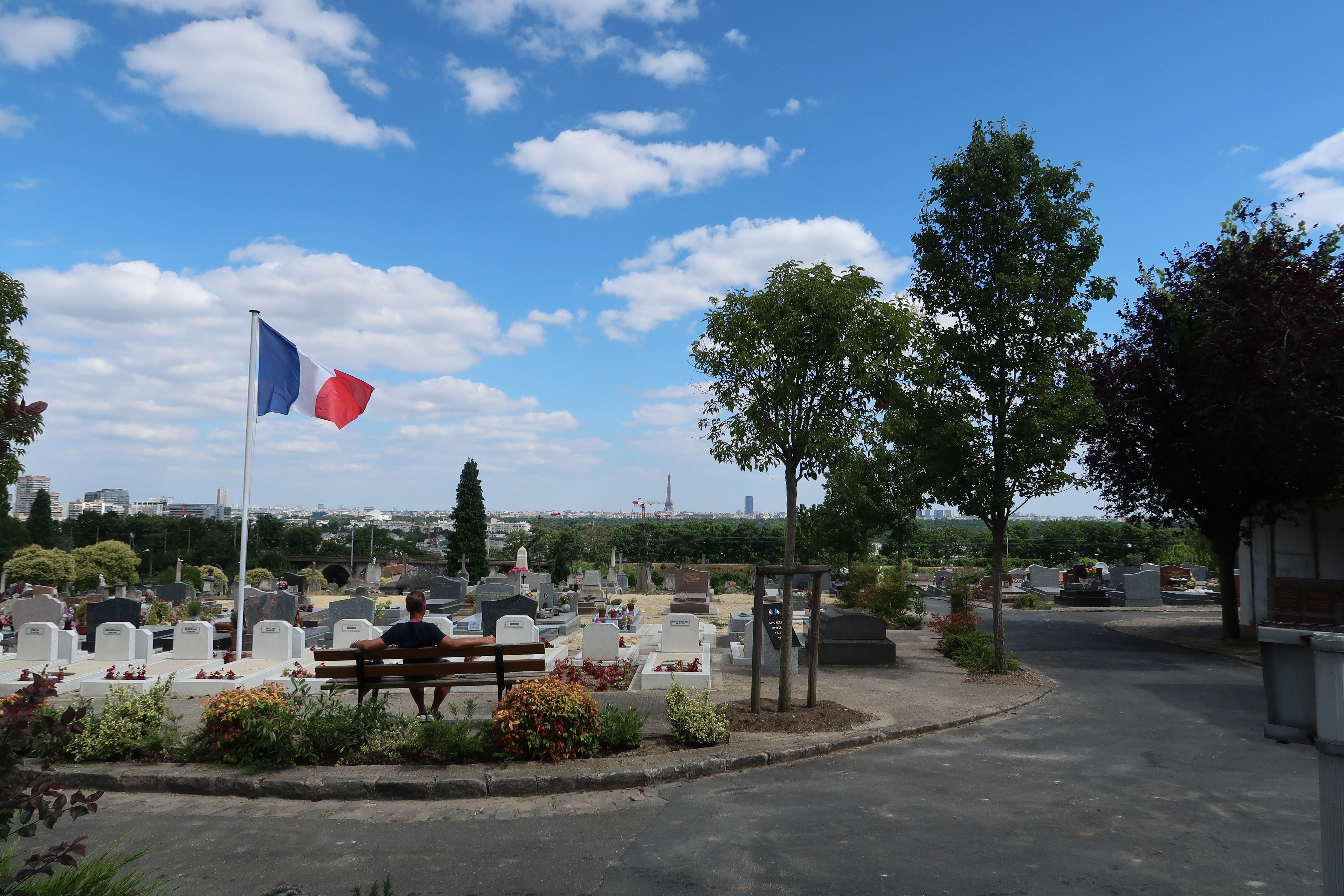
Cimetière de Suresnes, France.
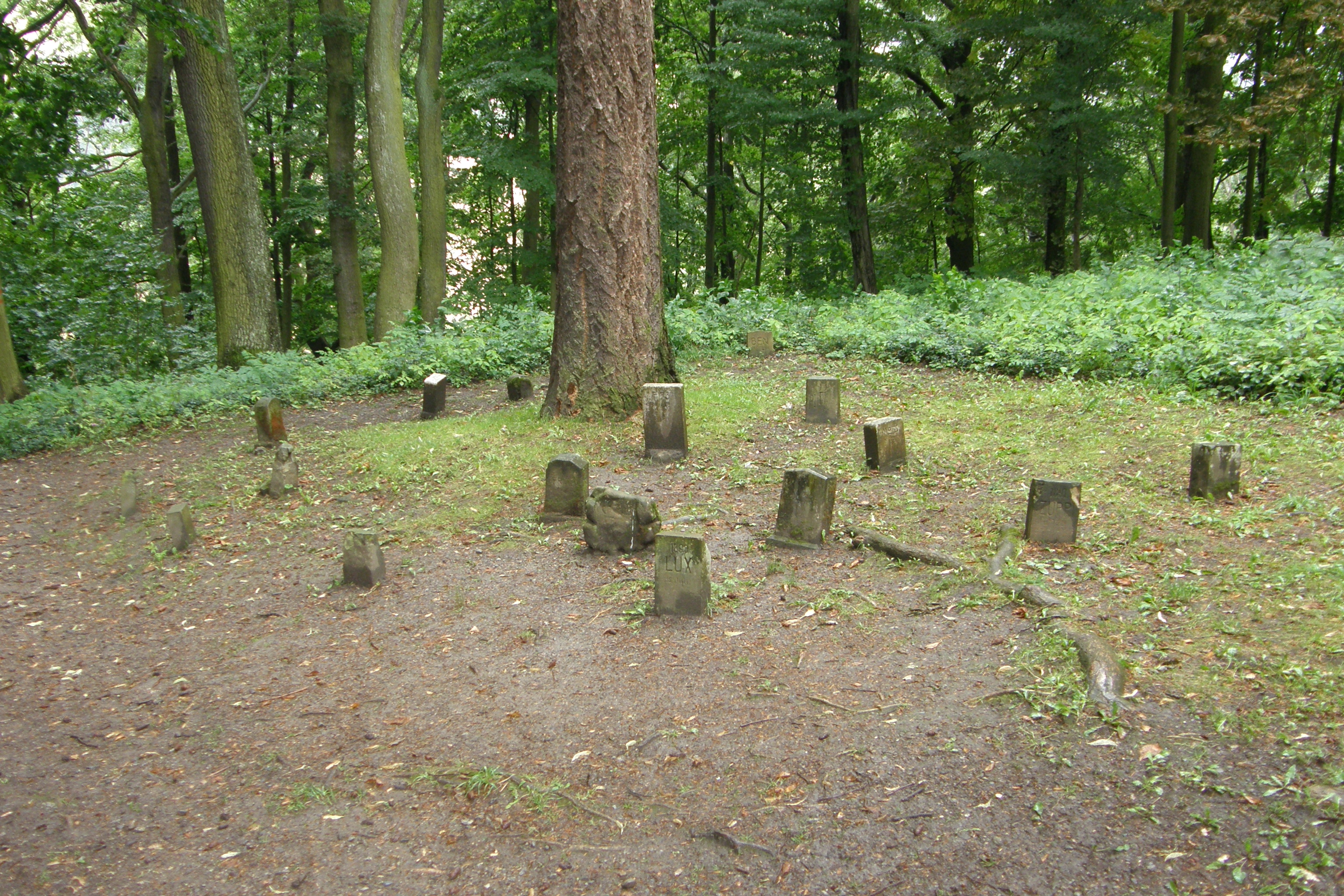
Tombes du Cimetière de chiens au Château de Kunštát, République tchèque.
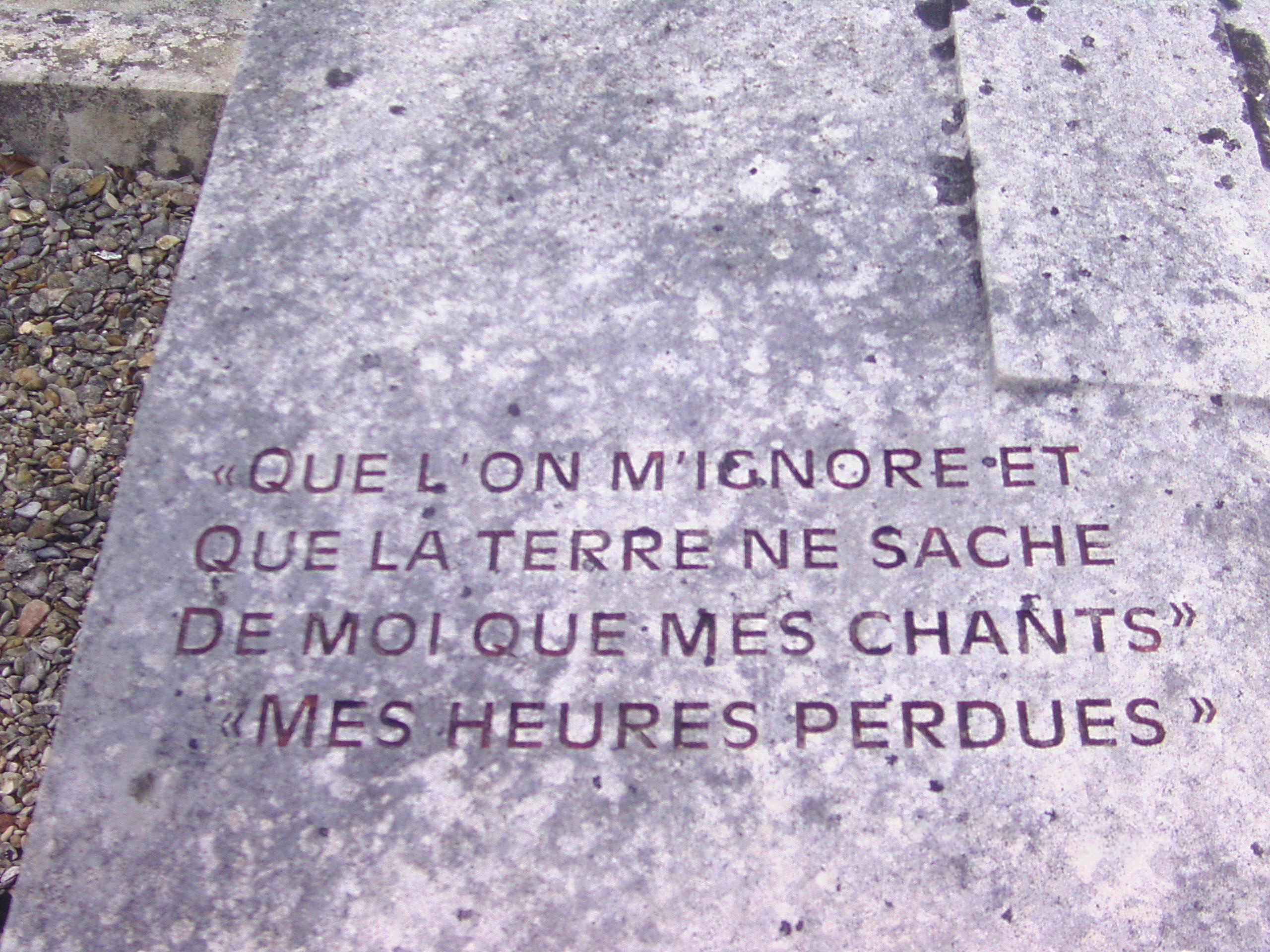
Épitaphe de Félix Arvers à Cézy.
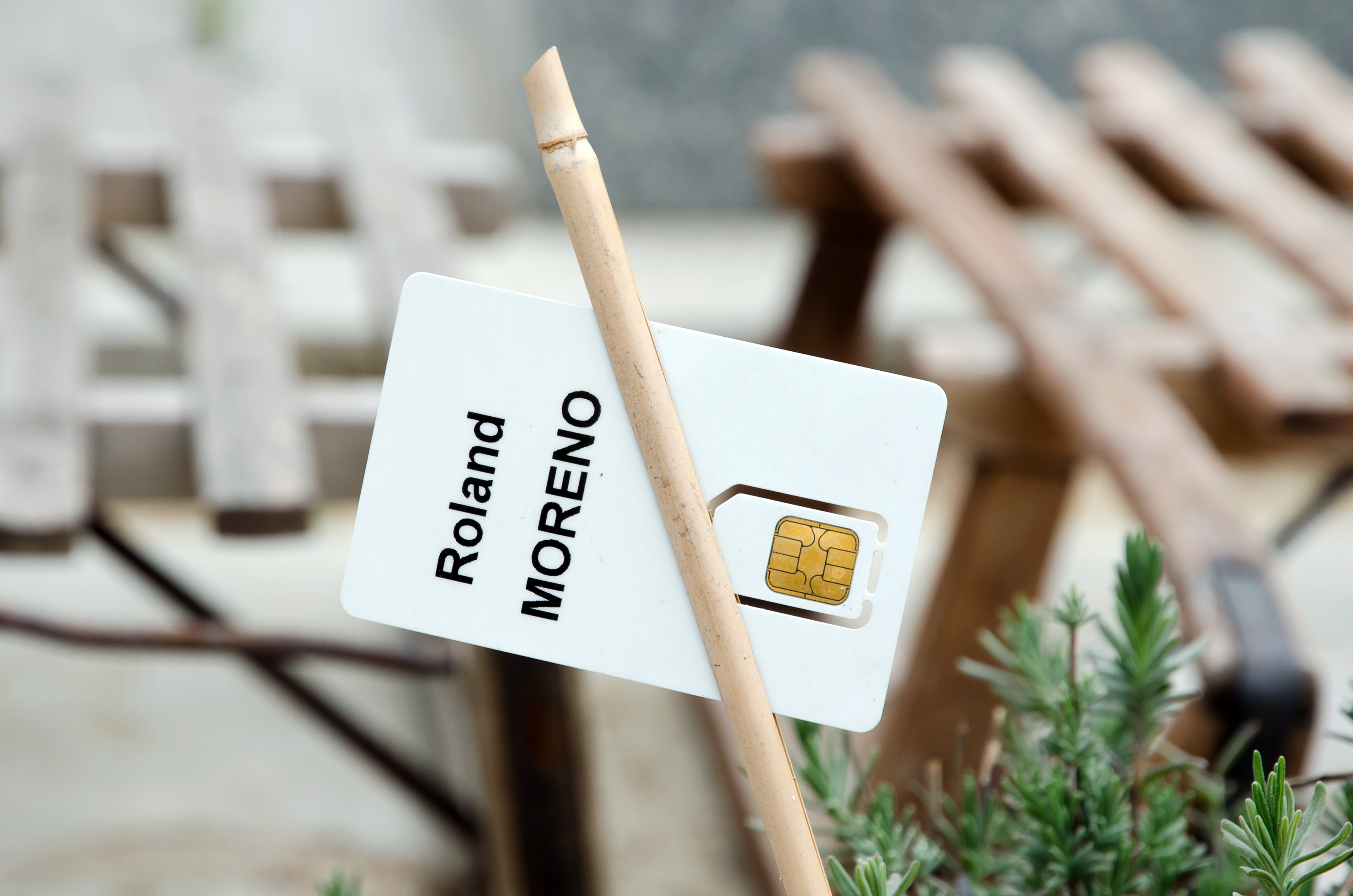
Tombe de Roland Moreno, inventeur de la carte à puce, Cimetière du Montparnasse, Paris.
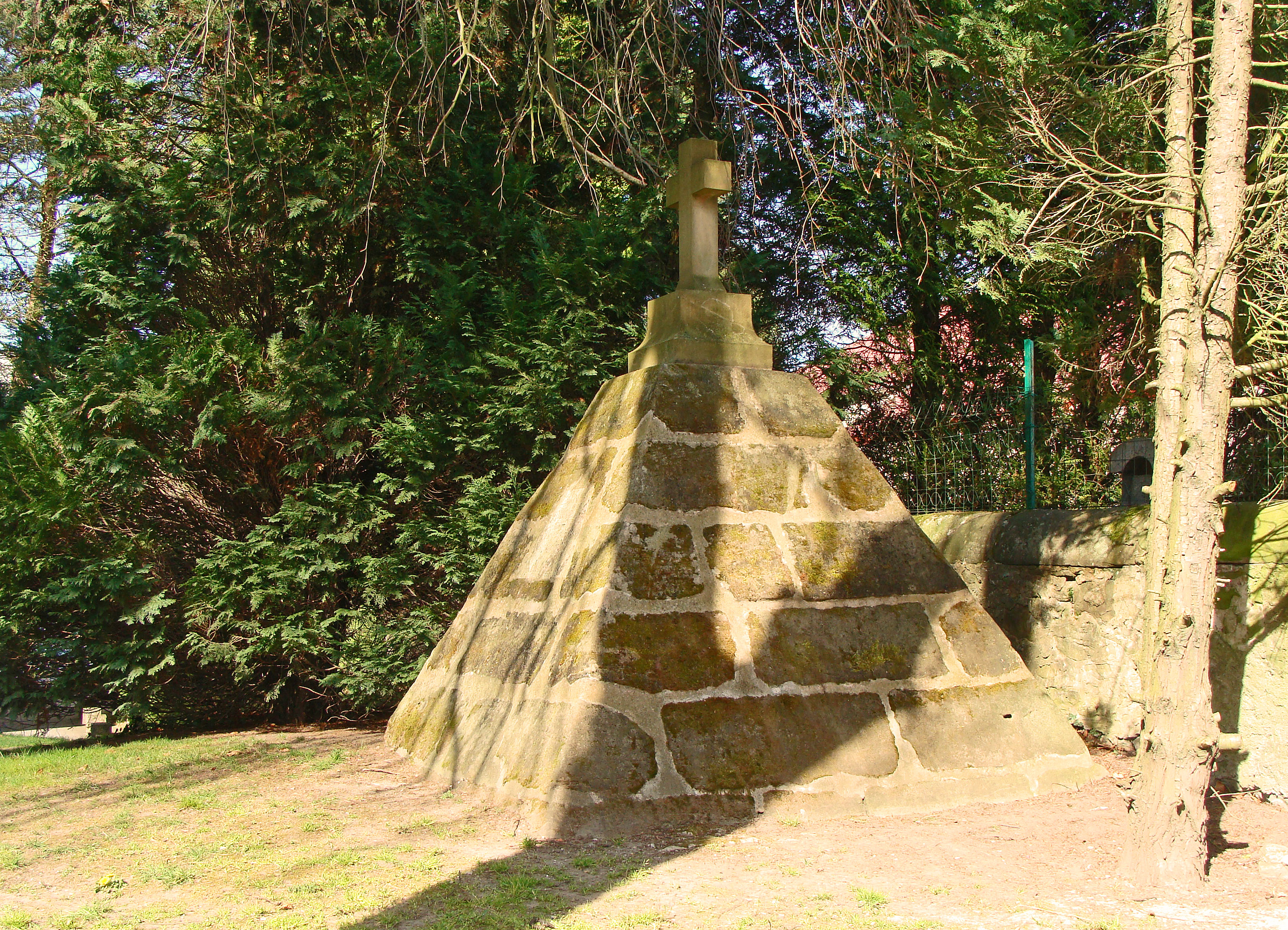
Tombe pyramidale de Philippe-Louis Mangay (1782-1842) à Freyming-Merlebach.
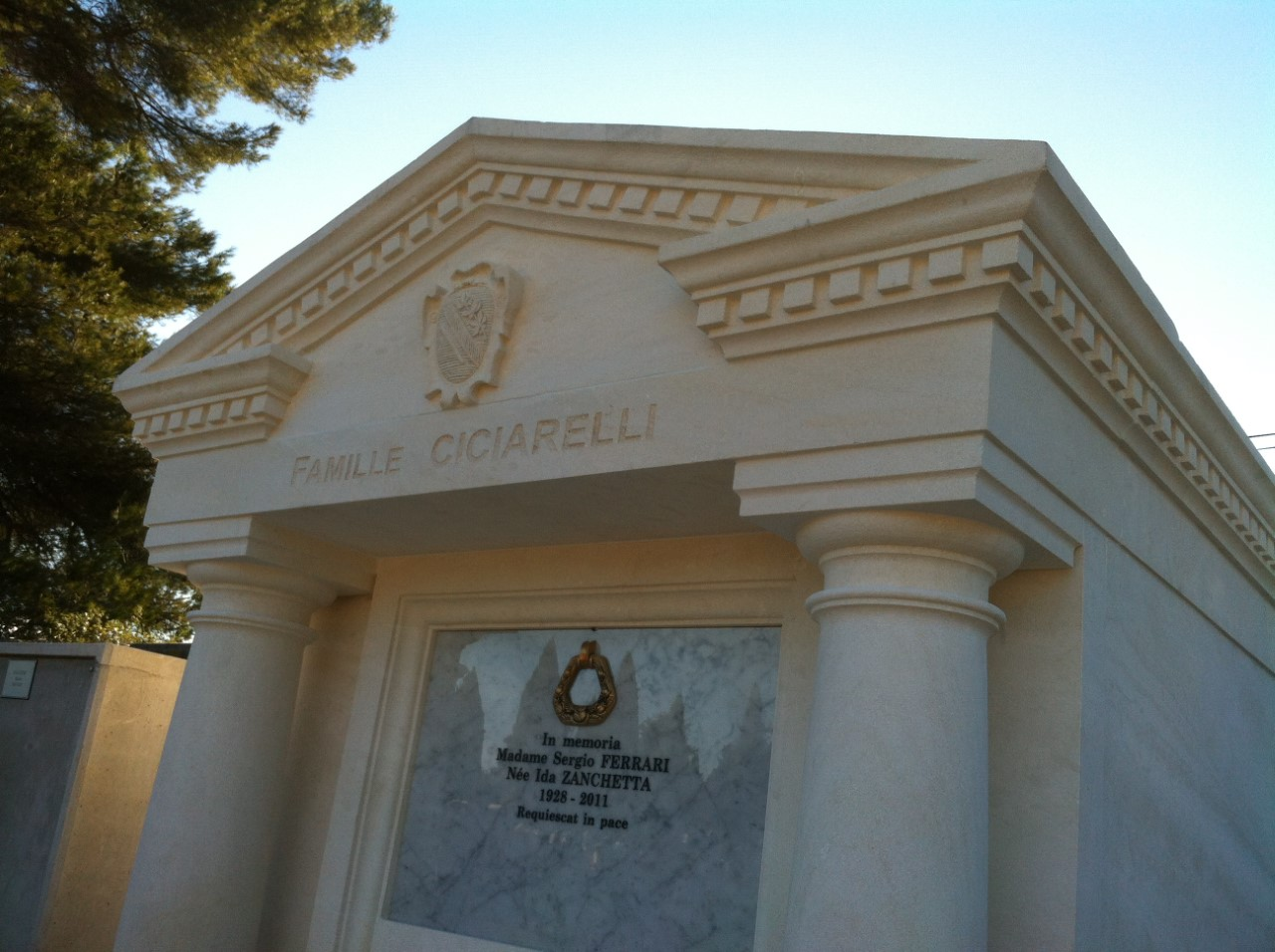
Chapelle funéraire en pierre de taille de la famille Ciciarelli.
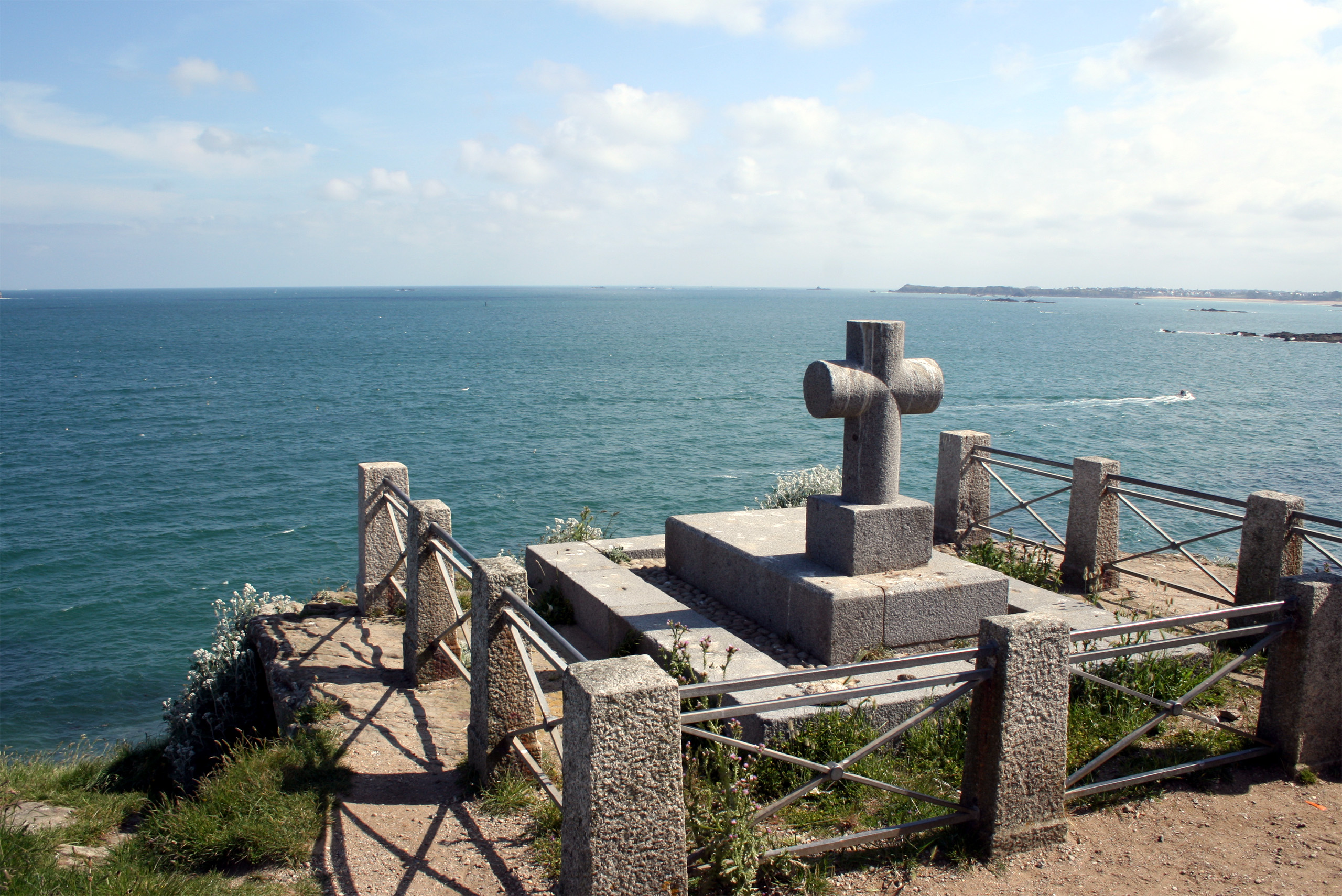
Tombe de Chateaubriand à Saint-Malo. Elle ne comporte aucune inscription.
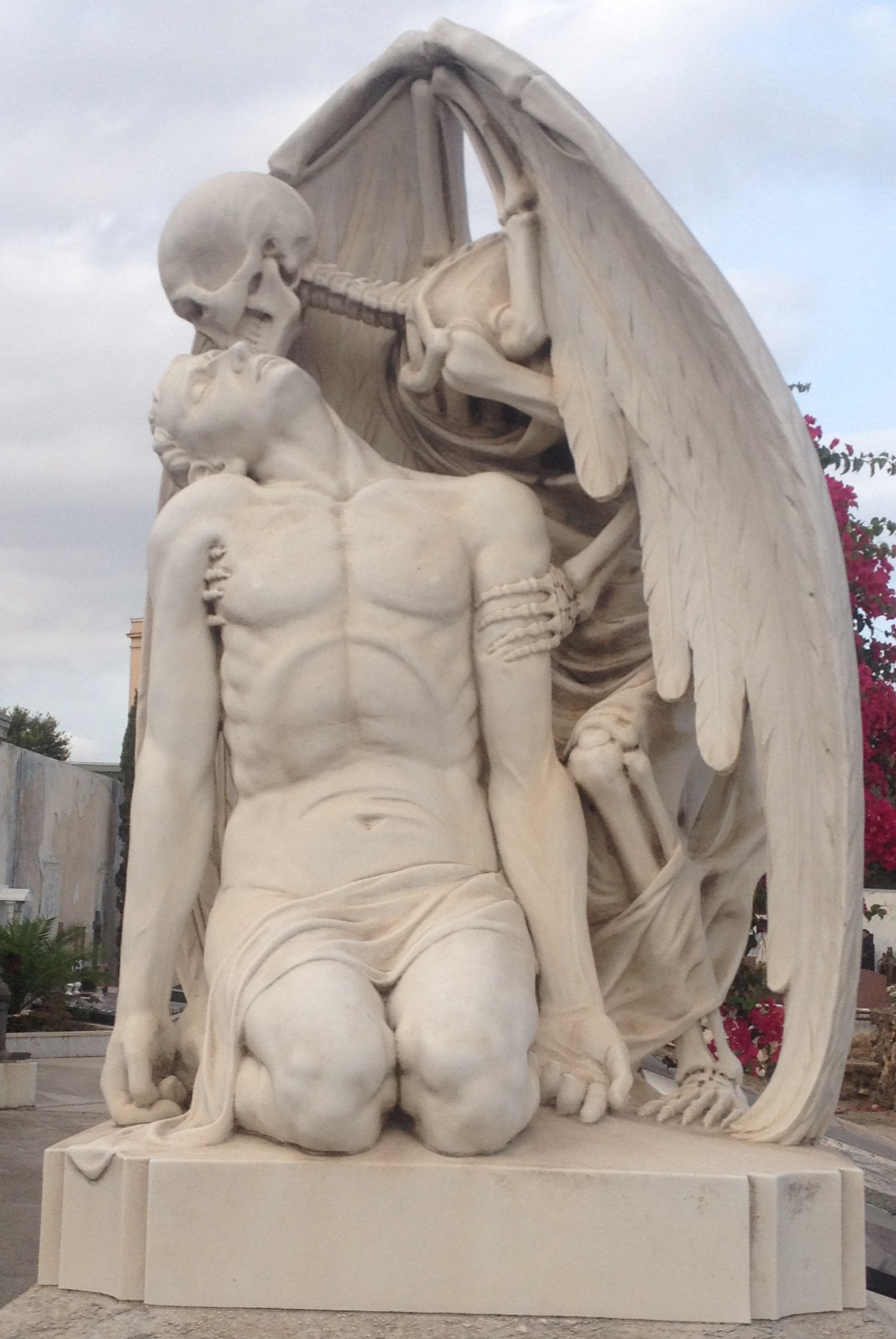
Le Baiser de la Mort, sculpture célèbre (1930) couronnant une tombe du cimetière du Poblenou à Barcelone.
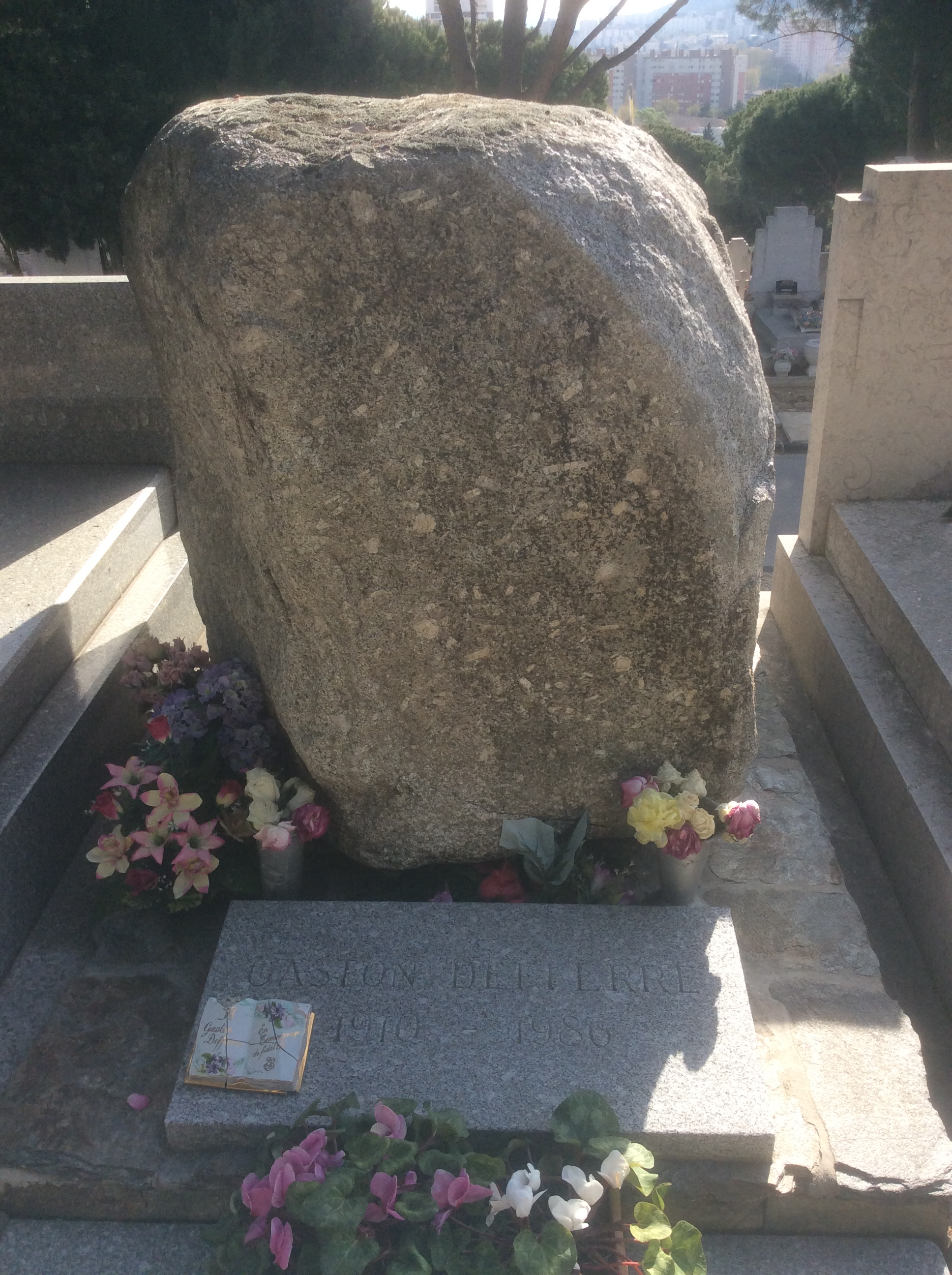
Tombe de Gaston Defferre, composée d'un rocher brut des Cévennes.
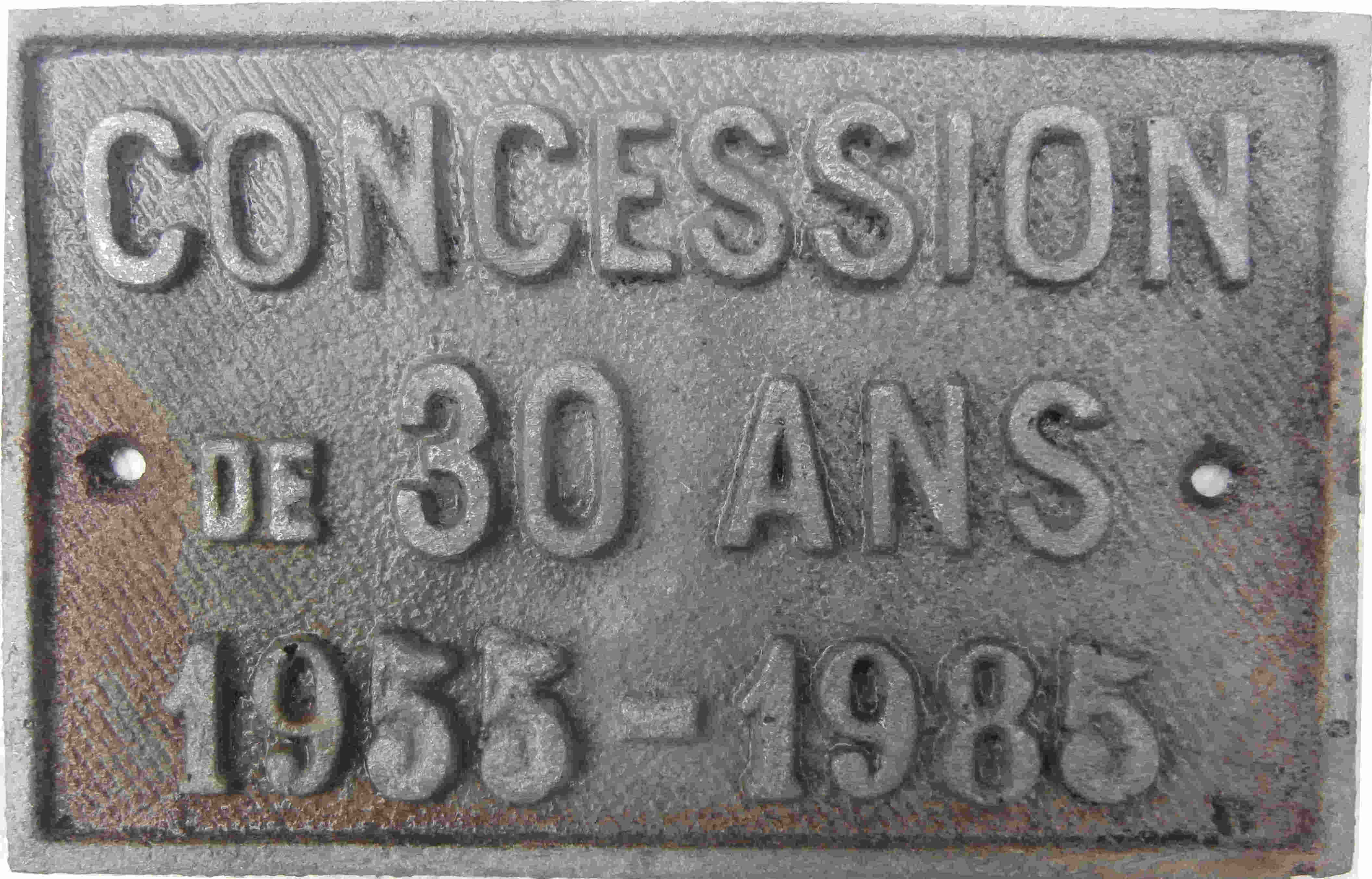
Concession d'une tombe - depuis longtemps expirée

## Législation française
De nos jours, en France, il est obligatoire d'entretenir une sépulture à partir du moment où on est propriétaire ou ayant droit. À défaut, la commune peut décider de la reprise de la sépulture pour l'attribuer à une autre famille.
En effet, avec des concessions qui étaient vendues à perpétuité auparavant, les traces ou l'intérêt des descendants se perdent avec le temps et les générations, et il n'était pas rare de voir de nombreuses sépultures en état complet d'abandon. Souvent recouvertes de mousse, affaissées, ou carrément démantelées pour les plus vieilles. Pour éviter cela, une législation très stricte a été mise en place.
L'intérêt est à la fois sanitaire, pour éviter les accidents du public, visuel, pour conserver un cadre agréable dans le cimetière, mais également pour pallier le manque de place dans les cimetières.
Selon le Code Général des Collectivités Territoriales, une commune peut décider de l'état d'abandon d'une sépulture, puis après une procédure très réglementée et avertissement des ayants droit, reprendre la sépulture si aucun travail de rénovation n'a été réalisé dans les temps.